# Marele Premiu al Portugaliei
Marele Premiu al Portugaliei este un eveniment de sport cu motor organizat timp de câțiva ani, mai ales în anii 1950 și apoi în anii 1980 și 90, și readus în calendarul Formulei 1 în 2020 și 2021, schimbând locația de la Lisabona la Algarve. Primele sale curse de Formula 1 au fost disputate în Circuito da Boavista între 1958 și 1960 și în Autodromo do Estoril între 1984 și 1996.

## Istoric
Ținut timp de trei ani între 1958 și 1960, de două ori pe circuitul stradal din Boavista și o dată pe circuitul Monsanto, Portugalia nu va mai apărea din nou în calendar până în 1984. Stirling Moss a obținut victoria atât în 1958, cât și în 1959, în timp ce Jack Brabham a câștigat în 1960 pentru a obține două titluri mondiale consecutive.
Când sportul a revenit în 1984, Formula 1 a avut perioadă prelungită de curse în țară, o perioadă care s-a întins timp de 13 ani pe circuitul construit, Autódromo do Estoril.
Dispunerea scurtă de 4,34 km s-a dovedit populară în rândul fanilor, dar deja în 1996 instalațiile aveau nevoie disperată de renovare și, atunci când nu s-au făcut îmbunătățirile promise, cursa a fost abandonată - Marele Premiu al Europei de la Jerez umplând spațiul vacant din calendar.
Prima cursă din 1984 a fost câștigată de Alain Prost, prima dintre cele trei victorii ale sale în Portugalia. Nigel Mansell a obținut de asemenea trei victorii la Estoril (1986, 1990 și 1992) pentru a fii cel mai de succes pilot în Marele Premiu al Portugaliei.
Cea mai recentă cursă a fost câștigată de Jacques Villeneuve în 1996, canadianul aducând acasă un final 1-2 pentru Williams alături de Damon Hill. Aceasta ar fi ultima dată când Williams va obține un rezultat 1-2 până la Marele Premiu al Malaysiei din 2002.

## Edițiile Marelui Premiu al Portugaliei (Formula 1)
| An   | Pole position    | Cel mai rapid tur  | Pilotul câștigător | Constructorul câștigător | Circuit  | Raport |
| ---- | ---------------- | ------------------ | ------------------ | ------------------------ | -------- | ------ |
| 1958 | Stirling Moss    | Mike Hawthorn      | Stirling Moss      | Vanwall                  | Boavista | Raport |
| 1959 | Stirling Moss    | Stirling Moss      | Stirling Moss      | Cooper-Climax            | Monsanto | Raport |
| 1960 | John Surtees     | John Surtees       | Jack Brabham       | Cooper-Climax            | Boavista | Raport |
| 1984 | Nelson Piquet    | Niki Lauda         | Alain Prost        | McLaren-TAG              | Estoril  | Raport |
| 1985 | Ayrton Senna     | Ayrton Senna       | Ayrton Senna       | Lotus-Renault            | Estoril  | Raport |
| 1986 | Ayrton Senna     | Nigel Mansell      | Nigel Mansell      | Williams-Honda           | Estoril  | Raport |
| 1987 | Gerhard Berger   | Gerhard Berger     | Alain Prost        | McLaren-TAG              | Estoril  | Raport |
| 1988 | Alain Prost      | Gerhard Berger     | Alain Prost        | McLaren-Honda            | Estoril  | Raport |
| 1989 | Ayrton Senna     | Gerhard Berger     | Gerhard Berger     | Ferrari                  | Estoril  | Raport |
| 1990 | Nigel Mansell    | Riccardo Patrese   | Nigel Mansell      | Ferrari                  | Estoril  | Raport |
| 1991 | Riccardo Patrese | Nigel Mansell      | Riccardo Patrese   | Williams-Renault         | Estoril  | Raport |
| 1992 | Nigel Mansell    | Ayrton Senna       | Nigel Mansell      | Williams-Renault         | Estoril  | Raport |
| 1993 | Damon Hill       | Damon Hill         | Michael Schumacher | Benetton-Ford            | Estoril  | Raport |
| 1994 | Gerhard Berger   | David Coulthard    | Damon Hill         | Williams-Renault         | Estoril  | Raport |
| 1995 | David Coulthard  | David Coulthard    | David Coulthard    | Williams-Renault         | Estoril  | Raport |
| 1996 | Damon Hill       | Jacques Villeneuve | Jacques Villeneuve | Williams-Renault         | Estoril  | Raport |
| 2020 | Lewis Hamilton   | Lewis Hamilton     | Lewis Hamilton     | Mercedes                 | Algarve  | Raport |
| 2021 | Valtteri Bottas  | Valtteri Bottas    | Lewis Hamilton     | Mercedes                 | Algarve  | Raport |

### Statistici
Patru piloți au obținut cel puțin câte un hat-trick (pole position, cel mai rapid tur și victorie într-o cursă): Stirling Moss în 1959, Ayrton Senna în 1985, David Coulthard în 1995 și Lewis Hamilton în 2020.
Piloții și echipele îngroșate concurează în sezonul actual de Formula 1.

#### Multipli câștigători
| Victorii | Pilot          | Ani              |
| -------- | -------------- | ---------------- |
| 3        | Alain Prost    | 1984, 1987, 1988 |
| 3        | Nigel Mansell  | 1986, 1990, 1992 |
| 2        | Stirling Moss  | 1958, 1959       |
| 2        | Lewis Hamilton | 2020, 2021       |

| Victorii | Constructor | Ani                                |
| -------- | ----------- | ---------------------------------- |
| 6        | Williams    | 1986, 1991, 1992, 1994, 1995, 1996 |
| 3        | McLaren     | 1984, 1988, 1987                   |
| 2        | Cooper      | 1959, 1960                         |
| 2        | Ferrari     | 1989, 1990                         |
| 2        | Mercedes    | 2020, 2021                         |

#### Multipli deținători depole position
| Pole-uri | Pilot          | Ani              |
| -------- | -------------- | ---------------- |
| 3        | Ayrton Senna   | 1985, 1986, 1989 |
| 2        | Gerhard Berger | 1987, 1994       |
| 2        | Stirling Moss  | 1958, 1959       |
| 2        | Damon Hill     | 1993, 1996       |
| 2        | Nigel Mansell  | 1990, 1992       |

#### Multipli deținători de cel mai rapid tur
| CMRT | Pilot           | Ani              |
| ---- | --------------- | ---------------- |
| 3    | Gerhard Berger  | 1987, 1988, 1989 |
| 2    | Nigel Mansell   | 1986, 1991       |
| 2    | Ayrton Senna    | 1985, 1992       |
| 2    | David Coulthard | 1994, 1995       |

## Câștigătorii Marelui Premiu al Portugaliei (Non-Formula 1)
Câștigătorii edițiilor care nu au făcut parte din Campionatul Mondial de Formula 1.
| An   | Pilot                      | Mașină       | Locație  |
| ---- | -------------------------- | ------------ | -------- |
| 1951 | Casimiro de Oliveira       | Ferrari      | Boavista |
| 1952 | Eugenio Castellotti        | Ferrari      | Boavista |
| 1953 | José Arroyo Nogueira Pinto | Ferrari      | Boavista |
| 1954 | José Froilán González      | Ferrari      | Monsanto |
| 1955 | Jean Behra                 | Maserati     | Boavista |
| 1957 | Juan Manuel Fangio         | Maserati     | Monsanto |
| 1964 | Chris Kerrison             | Ferrari      | Cascais  |
| 1965 | Rodney Banting             | Cooper-Ford  | Cascais  |
| 1966 | Jürg Dubler                | Brabham-Ford | Cascais  |